# Madrin Piegzik
Madrin Piegzik (ur. 29 października 1978 w Chrzanowie) – były polski piłkarz, pochodzenia romskiego, grający na pozycji pomocnika.
Grał w LKS Żarki, Gwarku Zabrze, Orle Białym Brzeziny Śląskie, Olimpii Piekary Śląskie, VfB Lipsk, Borussii Fulda, Carl Zeiss Jena, Dynamie Berlin, Dyskobolii Grodzisk Wielkopolski, Górniku Zabrze, Szczakowiance Jaworzno, Jagiellonii Białystok, Kallithei, Przyszłości Rogów, Odrze Opole, Sandecji Nowy Sącz i Górniku Wesoła.
W polskiej I lidze rozegrał 42 spotkania (10 w Dyskobolii Grodzisk Wielkopolski i 32 w Górniku Zabrze), zdobywając 1 bramkę w barwach Górnika.